# Richterita
La richterita és un mineral de la classe dels inosilicats, i dins d'aquesta pertany i dona nom al grup del nom arrel richterita. Va ser descoberta l'any 1865 en una mina del municipi de Filipstad, a la província de Värmland (Suècia), sent nomenada així en honor de H. Theodor Richter, mineralogista alemany. Sinònims poc usats són: chernyshevita i isabellita.

## Característiques químiques
És un silicat hidroxilat de sodi, calci i magnesi, pertanyent al grup dels amfíbols i subgrup dels "clinoamfíboles càlcic", amb estructura de cadena doble de tetraedres de sílice i sistema monoclínic.
Forma una sèrie de solució sòlida amb el mineral ferrorrichterita (Na₂Ca(Fe2+)₅Si₈O22(OH)₂), en la qual la substitució gradual del magnesi per ferro va donant els diferents minerals de la sèrie.
A més dels elements de la seva fórmula, sol portar com a impureses: titani, alumini, crom, manganès, níquel, estronci, potassi, fluor, clor i aigua.

## Formació i jaciments
Apareix comunament en roques calcàries sotmeses a metamorfisme de contacte. També en roques ígnies alcalines i en carbonatites.
S'ha trobat en meteorits.
Sol trobar-se associat a altres minerals com: leucita, diòpsid, forsterita, calcita, apatita, natrolita, flogopita, cristobalita, enstatita o plagioclasa.